# إسفهران
إسفهران (بالفارسية: اسفهران) هي قرية تقع في Golestan Rural District في إيران. يقدر عدد سكانها بـ 1,026 نسمة .